# Cueta scalaris
Cueta scalaris är en insektsart som först beskrevs av Navás 1912.  Cueta scalaris ingår i släktet Cueta och familjen myrlejonsländor. Inga underarter finns listade i Catalogue of Life.